# Austin Dillon
Austin Reed Dillon (Lewisville, 27 aprile 1990) è un pilota automobilistico statunitense.

## Carriera
Dal 2011, corre nella NASCAR Sprint Cup Series dove ha vinto quattro gare. Inoltre sempre dagli anni 2000, partecipa anche alle competizioni Xfinity Series e Camping World Truck Series.

## Risultati

### Cup Series
| NASCAR Cup Series risultati | NASCAR Cup Series risultati | NASCAR Cup Series risultati | NASCAR Cup Series risultati | NASCAR Cup Series risultati | NASCAR Cup Series risultati | NASCAR Cup Series risultati | NASCAR Cup Series risultati | NASCAR Cup Series risultati | NASCAR Cup Series risultati | NASCAR Cup Series risultati | NASCAR Cup Series risultati | NASCAR Cup Series risultati | NASCAR Cup Series risultati | NASCAR Cup Series risultati | NASCAR Cup Series risultati | NASCAR Cup Series risultati | NASCAR Cup Series risultati | NASCAR Cup Series risultati | NASCAR Cup Series risultati | NASCAR Cup Series risultati | NASCAR Cup Series risultati | NASCAR Cup Series risultati | NASCAR Cup Series risultati | NASCAR Cup Series risultati | NASCAR Cup Series risultati | NASCAR Cup Series risultati | NASCAR Cup Series risultati | NASCAR Cup Series risultati | NASCAR Cup Series risultati | NASCAR Cup Series risultati | NASCAR Cup Series risultati | NASCAR Cup Series risultati | NASCAR Cup Series risultati | NASCAR Cup Series risultati | NASCAR Cup Series risultati | NASCAR Cup Series risultati | NASCAR Cup Series risultati | NASCAR Cup Series risultati | NASCAR Cup Series risultati | NASCAR Cup Series risultati | NASCAR Cup Series risultati | NASCAR Cup Series risultati |
| Anno                        | Team                        | N°                          | Costruttore                 | 1                           | 2                           | 3                           | 4                           | 5                           | 6                           | 7                           | 8                           | 9                           | 10                          | 11                          | 12                          | 13                          | 14                          | 15                          | 16                          | 17                          | 18                          | 19                          | 20                          | 21                          | 22                          | 23                          | 24                          | 25                          | 26                          | 27                          | 28                          | 29                          | 30                          | 31                          | 32                          | 33                          | 34                          | 35                          | 36                          | NCSC                        | Pti                         | Note                        |
| --------------------------- | --------------------------- | --------------------------- | --------------------------- | --------------------------- | --------------------------- | --------------------------- | --------------------------- | --------------------------- | --------------------------- | --------------------------- | --------------------------- | --------------------------- | --------------------------- | --------------------------- | --------------------------- | --------------------------- | --------------------------- | --------------------------- | --------------------------- | --------------------------- | --------------------------- | --------------------------- | --------------------------- | --------------------------- | --------------------------- | --------------------------- | --------------------------- | --------------------------- | --------------------------- | --------------------------- | --------------------------- | --------------------------- | --------------------------- | --------------------------- | --------------------------- | --------------------------- | --------------------------- | --------------------------- | --------------------------- | --------------------------- | --------------------------- | --------------------------- |
| 2011                        | Curb Racing                 | 98                          | Chevy                       | DAY                         | PHO                         | LVS                         | BRI                         | CAL                         | MAR                         | TEX                         | TAL                         | RCH                         | DAR                         | DOV                         | CLT                         | KAN                         | POC                         | MCH                         | SON                         | DAY                         | KEN                         | NHA                         | IND                         | POC                         | GLN                         | MCH                         | BRI                         | ATL                         | RCH                         | CHI                         | NHA                         | DOV                         | KAN 26                      | CLT                         | TAL                         | MAR                         | TEX                         | PHO                         | HOM                         | 62°                         | 01                          | [ 1 ]                       |
| 2012                        | Richard Childress Racing    | 33                          | Chevy                       | DAY                         | PHO                         | LVS                         | BRI                         | CAL                         | MAR                         | TEX                         | KAN                         | RCH                         | TAL                         | DAR                         | CLT                         | DOV                         | POC                         | MCH 24                      | SON                         | KEN                         | DAY                         | NHA                         | IND                         | POC                         | GLN                         | MCH                         | BRI                         | ATL                         | RCH                         | CHI                         | NHA                         | DOV                         | TAL                         | CLT                         | KAN                         | MAR                         | TEX                         | PHO                         | HOM                         | 65°                         | 01                          | [ 2 ]                       |
| 2013                        | Richard Childress Racing    | 33                          | Chevy                       | DAY 31                      | PHO                         |                             |                             |                             |                             |                             |                             |                             |                             |                             |                             |                             |                             | MCH 11                      | SON                         |                             |                             |                             | IND 26                      | POC                         | GLN                         |                             |                             | ATL 19                      | RCH                         | CHI                         | NHA                         | DOV                         | KAN                         | CLT                         |                             |                             | TEX 22                      | PHO                         | HOM                         | 54°                         | 01                          | [ 3 ]                       |
| 2013                        | Phoenix Racing              | 51                          | Chevy                       |                             |                             | LVS 21                      | BRI                         | CAL                         | MAR                         | TEX 33                      | KAN                         | RCH                         | TAL                         | DAR                         | CLT                         | DOV 27                      | POC                         |                             |                             | KEN 24                      | DAY                         | NHA                         |                             |                             |                             |                             |                             |                             |                             |                             |                             |                             |                             |                             |                             |                             |                             |                             |                             | 54°                         | 01                          | [ 3 ]                       |
| 2013                        | Stewart-Haas Racing         | 14                          | Chevy                       |                             |                             |                             |                             |                             |                             |                             |                             |                             |                             |                             |                             |                             |                             |                             |                             |                             |                             |                             |                             |                             |                             | MCH 14                      | BRI                         |                             |                             |                             |                             |                             |                             |                             | TAL 26                      | MAR                         |                             |                             |                             | 54°                         | 01                          | [ 3 ]                       |
| 2014                        | Richard Childress Racing    | 3                           | Chevy                       | DAY 9                       | PHO 24                      | LVS 16                      | BRI 11                      | CAL 11                      | MAR 15                      | TEX 21                      | DAR 11                      | RCH 27                      | TAL 15                      | KAN 19                      | CLT 16                      | DOV 20                      | POC 17                      | MCH 30                      | SON 17                      | KEN 16                      | DAY 5                       | NHA 14                      | IND 10                      | POC 15                      | GLN 16                      | MCH 22                      | BRI 28                      | ATL 24                      | RCH 20                      | CHI 16                      | NHA 11                      | DOV 24                      | KAN 8                       | CLT 13                      | TAL 12                      | MAR 12                      | TEX 21                      | PHO 38                      | HOM 25                      | 20°                         | 958                         | [ 4 ]                       |
| 2015                        | Richard Childress Racing    | 3                           | Chevy                       | DAY 14                      | ATL 39                      | LVS 20                      | PHO 15                      | CAL 16                      | MAR 41                      | TEX 20                      | BRI 10                      | RCH 27                      | TAL 35                      | KAN 22                      | CLT 16                      | DOV 33                      | POC 19                      | MCH 20                      | SON 17                      | DAY 7                       | KEN 25                      | NHA 8                       | IND 25                      | POC 13                      | GLN 36                      | MCH 4                       | BRI 13                      | DAR 22                      | RCH 27                      | CHI 43                      | NHA 22                      | DOV 23                      | CLT 7                       | KAN 41                      | TAL 14                      | MAR 18                      | TEX 11                      | PHO 20                      | HOM 14                      | 21°                         | 832                         | [ 5 ]                       |
| 2016                        | Richard Childress Racing    | 3                           | Chevy                       | DAY 9                       | ATL 11                      | LVS 5                       | PHO 9                       | CAL 24                      | MAR 4                       | TEX 19                      | BRI 26                      | RCH 20                      | TAL 3                       | KAN 6                       | DOV 33                      | CLT 12                      | POC 37                      | MCH 8                       | SON 22                      | DAY 7                       | KEN 16                      | NHA 13                      | IND 9                       | POC 13                      | GLN 31                      | BRI 4                       | MCH 16                      | DAR 12                      | RCH 13                      | CHI 14                      | NHA 16                      | DOV 8                       | CLT 32                      | KAN 6                       | TAL 9                       | MAR 17                      | TEX 37                      | PHO 39                      | HOM 12                      | 14°                         | 2223                        | [ 6 ]                       |
| 2017                        | Richard Childress Racing    | 3                           | Chevy                       | DAY 19                      | ATL 32                      | LVS 25                      | PHO 18                      | CAL 11                      | MAR 5                       | TEX 33                      | BRI 13                      | RCH 20                      | TAL 36                      | KAN 16                      | CLT 1                       | DOV 13                      | POC 13                      | MCH 27                      | SON 18                      | DAY 36                      | KEN 19                      | NHA 15                      | IND 21                      | POC 21                      | GLN 26                      | MCH 7                       | BRI 39                      | DAR 4                       | RCH 21                      | CHI 16                      | NHA 19                      | DOV 16                      | CLT 16                      | TAL 29                      | KAN 14                      | MAR 13                      | TEX 13                      | PHO 14                      | HOM 11                      | 11°                         | 2224                        | [ 7 ]                       |
| 2018                        | Richard Childress Racing    | 3                           | Chevy                       | DAY 1                       | ATL 14                      | LVS 13                      | PHO 17                      | CAL 10                      | MAR 30                      | TEX 26                      | BRI 15                      | RCH 15                      | TAL 35                      | DOV 26                      | KAN 17                      | CLT 34                      | POC 12                      | MCH 14                      | SON 16                      | CHI 37                      | DAY 9                       | KEN 22                      | NHA 21                      | POC 13                      | GLN 27                      | MCH 4                       | BRI 13                      | DAR 16                      | IND 22                      | LVS 11                      | RCH 6                       | ROV 39                      | DOV 7                       | TAL 17                      | KAN 11                      | MAR 30                      | TEX 10                      | PHO 8                       | HOM 11                      | 13°                         | 2245                        | [ 8 ]                       |
| 2019                        | Richard Childress Racing    | 3                           | Chevy                       | DAY 16                      | ATL 21                      | LVS 20                      | PHO 21                      | CAL 10                      | MAR 11                      | TEX 14                      | BRI 14                      | RCH 6                       | TAL 14                      | DOV 19                      | KAN 17                      | CLT 34                      | POC 37                      | MCH 26                      | SON 24                      | CHI 10                      | DAY 33*                     | KEN 35                      | NHA 32                      | POC 19                      | GLN 31                      | MCH 13                      | BRI 34                      | DAR 10                      | IND 12                      | LVS 12                      | RCH 22                      | ROV 23                      | DOV 18                      | TAL 6                       | KAN 20                      | MAR 22                      | TEX 13                      | PHO 24                      | HOM 8                       | 21°                         | 690                         | [ 9 ]                       |
| 2020                        | Richard Childress Racing    | 3                           | Chevy                       | DAY 12                      | LVS 4                       | CAL 24                      | PHO 36                      | DAR 11                      | DAR 20                      | CLT 14                      | CLT 8                       | BRI 6                       | ATL 11                      | MAR 37                      | HOM 7                       | TAL 39                      | POC 19                      | POC 14                      | IND 18                      | KEN 13                      | TEX 1                       | KAN 27                      | NHA 13                      | MCH 31                      | MCH 8                       | DRC                         | DOV 15                      | DOV 9                       | DAY 25                      | DAR 2                       | RCH 4                       | BRI 12                      | LVS 32                      | TAL 12                      | ROV 19                      | KAN 11                      | TEX 11                      | MAR 23                      | PHO 18                      | 11°                         | 2277                        | [ 10 ]                      |
| 2021                        | Richard Childress Racing    | 3                           | Chevy                       | DAY 3                       | DRC 34                      | HOM 12                      | LVS 12                      | PHO 17                      | ATL 6                       | BRD 21                      | MAR 14                      | RCH 10                      | TAL 8                       | KAN 10                      | DAR 16                      | DOV 14                      | COA 12                      | CLT 6                       | SON 13                      | NSH 12                      | POC 21                      | POC 13                      | ROA 11                      | ATL 12                      | NHA 17                      | GLN 15                      | IRC 31                      | MCH 36                      | DAY 17                      | DAR 10                      | RCH 11                      | BRI 15                      | LVS 13                      | TAL 11                      | ROV 15                      | TEX 14                      | KAN 10                      | MAR 13                      | PHO 15                      | 17°                         | 935                         | [ 11 ]                      |
| 2022                        | Richard Childress Racing    | 3                           | Chevy                       | DAY 25                      | CAL 2                       | LVS 11                      | PHO 21                      | ATL 35                      | COA 10                      | RCH 10                      | MAR 3                       | BRD 31                      | TAL 2                       | DOV 23                      | DAR 9                       | KAN 13                      | CLT 22                      | GTW 15                      | SON 11                      | NSH 14                      | ROA 31                      | ATL 35                      | NHA 23                      | POC 10                      | IRC 30                      | MCH 13                      | RCH 16                      | GLN 17                      | DAY 1                       | DAR 17                      | KAN 14                      | BRI 31                      | TEX 17                      | TAL 13                      | ROV 10                      | LVS 10                      | HOM 4                       | MAR 33                      | PHO 13                      | 11°                         | 2228                        | [ 12 ]                      |
| 2023                        | Richard Childress Racing    | 3                           | Chevy                       | DAY 33                      | CAL 9                       | LVS 27                      | PHO 16                      | ATL                         | COA                         | RCH                         | BRD                         | MAR                         | TAL                         | DOV                         | KAN                         | DAR                         | CLT                         | GTW                         | SON                         | NSH                         | CSC                         | ATL                         | NHA                         | POC                         | RCH                         | MCH                         | IRC                         | GLN                         | DAY                         | DAR                         | KAN                         | BRI                         | TEX                         | TAL                         | ROV                         | LVS                         | HOM                         | MAR                         | PHO                         | -*                          | -*                          | [ 13 ]                      |

### Daytona 500
| Anno | Team                     | Costruttore | Inizio | Arrivo |
| ---- | ------------------------ | ----------- | ------ | ------ |
| 2013 | Richard Childress Racing | Chevrolet   | 8      | 31     |
| 2014 | Richard Childress Racing | Chevrolet   | 1      | 9      |
| 2015 | Richard Childress Racing | Chevrolet   | 30     | 14     |
| 2016 | Richard Childress Racing | Chevrolet   | 21     | 9      |
| 2017 | Richard Childress Racing | Chevrolet   | 10     | 19     |
| 2018 | Richard Childress Racing | Chevrolet   | 14     | 1      |
| 2019 | Richard Childress Racing | Chevrolet   | 20     | 16     |
| 2020 | Richard Childress Racing | Chevrolet   | 13     | 12     |
| 2021 | Richard Childress Racing | Chevrolet   | 4      | 3      |
| 2022 | Richard Childress Racing | Chevrolet   | 36     | 25     |
| 2023 | Richard Childress Racing | Chevrolet   | 27     | 33     |